# Bieförthmoor
Das Bieförthmoor ist ein Naturschutzgebiet in der niedersächsischen Stadt Neustadt am Rübenberge in der Region Hannover.
Das Naturschutzgebiet mit dem Kennzeichen NSG HA 144 ist circa 198 Hektar groß. Es ist größtenteils Bestandteil des FFH-Gebietes „Rehburger Moor“. Im Westen grenzt es an das Naturschutzgebiet „Rehburger Moor“. Ansonsten ist es vom Landschaftsschutzgebiet „Schneerener Geest-Eisenberg“ umgeben. Das Gebiet steht seit dem 4. Dezember 1986 unter Naturschutz. Zuständige untere Naturschutzbehörde ist die Region Hannover.
Das Naturschutzgebiet liegt innerhalb des Naturparks „Steinhuder Meer“ nordwestlich des Steinhuder Meeres in etwa zwischen Rehburg im Süden, Husum im Norden und Schneeren im Osten und stellt ein durch bäuerlichen Handtorfstich stark verändertes Hochmoor unter Schutz. Das Hochmoor am Rande der Niederung des Strangbachs ist in seiner Entstehung über Mudden und Niedermoor aufgewachsen. Die Mächtigkeit der Moorauflage beträgt bis zu fünf Meter, die der Hochmoortorfe bis zu zwei Meter.
Das Naturschutzgebiet wird durch Bruch- und Moorwald geprägt. Offene Moorflächen sind durch Moorheide mit Glocken-, Besen- und Rosmarinheide sowie Krähen- und Moosbeere gekennzeichnet. Die ehemaligen Torfstiche, die sich langsam regenerieren, sind wie wiedervernässte Bereiche von Schmalblättrigem Wollgras und Torfmoos-Schwingrasen sowie Pfeifengrasbeständen geprägt.
Einzelne Bereiche im Naturschutzgebiet werden extensiv landwirtschaftlich als Weide bzw. Mähwiese genutzt. Im Süden grenzt das Moorgebiet an eine in diesem Bereich bewaldete Stauchmoräne. Das Randgehänge der Moräne ist in das Naturschutzgebiet einbezogen. Der Wald wird hier forstwirtschaftlich genutzt.
Das Moorgebiet entwässert zum Strangbach, der in den Weser-Zufluss Meerbach (Steinhuder Meerbach) mündet.